# Коронавірусна хвороба 2019 у Кувейті
Спалах коронавірусної хвороби 2019 у Кувейті — це поширення пандемії коронавірусної хвороби 2019 на територію Кувейту. Перші випадки хвороби в країні зареєстровано 24 лютого 2020 року в столиці країни Ель-Кувейт. На 22 серпня в країні зареєстровано 79 957 хворих коронавірусною хворобою, з яких 71 770 одужали, 513 хворих померли.
До 30 травня в країні діяла цілодобова комендантська година, запроваджена для сповільнення поширення коронавірусної хвороби, після чого уряд країни став робити кроки для послаблення карантинних заходів, увівши комендантську годину з 6 години вечора до 6 години ранку. Цей крок став першим із п'яти запланованих, причому кожен із них вводиться в дію за три тижні після попереднього, термін введення нових послаблень може змінюватися після оцінки міністерством охорони здоров'я. На початку епідемії в країні з 11 березня опівночі постановою уряду призупинена робота всіх підприємств та закладів у країні, за виключенням екстрених служб. З 14 березня призупинено міждержавне транспортне пасажирське сполучення, у тому числі міжнародні авіарейси. 22 березня в країні введена комендантська година від 17:00 до 04:00. 6 квітня комендантська година продовжена до 6 години ранку. З початком священного місяця рамадан, який цього року припав на 24 квітня, частковий комендантський час був додатково змінений на 16:00 до 8:00 з особливими дозволами на доставляння товарів з 17:00 до 01:00 згідно з суворими епідеміологічними заходами. 10 травня 2020 року за рекомендацією міністерства охорони здоров'я в країні було запроваджено цілодобову комендантську годину. Пізніше знову було запроваджено комендантську годину на один місяць з 5 вечора до 5 години ранку, починаючи з 7 березня 2021 року до 8 квітня 2021 року, після того, як 4 березня 2021 року було зареєстровано 1716 нових випадків коронавірусної хвороби.

## Хронологія

### Лютий 2020
24 лютого міністерство охорони здоров'я Кувейту повідомило, що в країні виявлено 3 випадки коронавірусної хвороби в осіб, які повернулись з Ірану. Одним із хворих був 53-річний громадянин Кувейту, другою хворою була 61-річна громадянка Саудівської Аравії, третім хворим був чоловік без громадянства. Пізніше того ж дня повідомлено про виявлення ще двох випадків. До кінця дня в країні виявлено ще 5 випадків хвороби.
25 лютого міністерство охорони здоров'я Кувейту повідомило про виявлення ще 4 випадків хвороби в осіб, які повернулись з Ірану. До кінця дня в країні було зареєстровано 9 підтверджених випадків хвороби.
26 березня міністерство охорони здоров'я Кувейту повідомило про виявлення 16 нових випадків коронавірусної хвороби, всі з них перед цим відвідували Іран. До кінця дня в країні зареєстровано 25 випадків хвороби.
27 лютого міністерство охорони здоров'я країни повідомило про 18 нових випадків хвороби, усі пов'язані з нещодавнім відвідуванням Ірану. До кінця дня в країні зареєстровано 43 випадки хвороби.
28 лютого міністерство охорони здоров'я Кувейту повідомило про 2 нових випадки хвороби, пов'язані з нещодавнім відвідуванням Ірану. На кінець дня в країні зареєстровано 45 випадків хвороби.
29 лютого нових випадків коронавірусної хвороби в країні не зареєстровано. На кінець місяця в Кувейті зареєстровано 45 хворих коронавірусною хворобою.

### Березень 2020
11 березня управління цивільної авіації Кувейту призупинило всі авіарейси в країні з 13 березня, за виключенням вантажних, на невизначений термін.
12 березня міністерство охорони здоров'я країни повідомило про виявлення 8 нових випадків хвороби, загальна кількість випадків у країні зросла до 80.
13 березня міністерство охорони здоров'я Кувейту повідомило про виявлення 20 нових випадків, загальна кількість випадків у країні зросла до 100. Державний комітет у справах сільського господарства та рибних ресурсів закрив громадські парки, а міністерство закордонних справ та ісламу закликало вірян мусульман здійснювати молитви перед обідом удома, та не відвідувати п'ятничних молитов під час пандемії.

### Грудень 2020
29 грудня в країні почалася кампанія глобальної вакцинації від COVID-19 вакциною виробництва BioNTech/Pfizer.

## Поховальні церемонії
16 квітня директор департаменту ритуальних справ муніципалітету Ель-Кувейт повідомив, що його служба здійснила поховання трьох тіл осіб, які померли внаслідок коронавірусної хвороби, не провівши ритуального обмивання тіла. Міністерство охорони здоров'я видало прямі накази, що у разі смерті від коронавірусної хвороби померлого поміщають у повністю закритий стерильний пакет, який не відкривається. Процедури поховання відбуваються за звичайною процедурою, а відбір могил відбувається відповідно до встановленої числової послідовності, і тому немає спеціальних місць, призначених для тих, хто помер від коронавірусної хвороби. окрім цього, лише трьом особам дозволено перебувати під час поховання на кладовищі. Депутат кувейтського парламенту Халіл Аль-Саліх запропонував медичних працівників, які померли під час епідемії, вшановувати як мучеників, прирівнявши їх до категорії загиблих за незалежність країни під час вторгнення Іраку в Кувейт.

## Заходи щодо боротьби з епідемією
13 березня призупинені всі авіарейси в країні, за виключенням вантажних. З 12 по 26 березня оголошені вихідними по цілій країні, робота більшості закладів мала відновитися 29 березня. Закрито частину магазинів, а в закладах громадського харчування встановлено обмеження для відвідувачів. Влада попросила вірян не відвідувати п'ятничну молитву, повідомивши, що двері мечетей будуть закритими, та посилаючись на фетву, що дозволяє людям не відвідувати молитви в мечетях. Заняття в усіх навчальних закладах припинені з 1 по 12 березня, пізніше припинення навчання продовжено до 29 березня, ще пізніше до 4 серпня. Кувейт також обмежив прибуття іноземних громадян на свою територію, у тому числі обмежено видачу в'їзних віз до країни, встановлено карантин для всіх осіб, які прибули на територію Кувейту з країн з високим ризиком інфікування коронавірусом. Після прибуття до країни через міжнародний аеропорт Кувейту всі особи повинні перебувати на самоізоляції протягом 14 днів. Закриті кордони країни з Іраком та Саудівською Аравією. Заборонений експорт харчових продуктів, а міністр торгівлі та промисловості Кувейту Халід Аль-Рудан запевнив жителів країни, що Кувейт має достатній запас харчових продуктів, продовжується також закупівля продуктів за кордоном.
15 березня міністр внутрішніх справ Анас Халід Аль-Салех сказав, що населенню країни дотримуватися заходів, запроваджених урядом, і припинити виходити на вулицю без потреби. Він попередив, що в разі невиконання людей можуть бути застосовані арешт або депортація.
1 квітня 2021 року Кувейт продовжив комендантську годину до 22 квітня з 19:00 до 5:00.

## Вплив епідемії

### Вплив на освіту
Для уникнення поширення коронавірусної хвороби серед дітей, підлітків та молоді призупинені заняття в усіх навчальних та дошкільних закладах, починаючи від дитячого садка аж до університетського рівня. найбільше постраждали від призупинення занять випускники середніх шкіл, які навчались у дванадцятому класі, оскільки випускні іспити в них відбуваються зазвичай щороку в травні-червні. Навчання заплановано відновити в серпні, це означає, що випускні іспити будуть перенесені на пізніший термін. У зв'язку з епідемією та перенесенням випускних іспитів також відкладено призначення спонсорських стипендій для навчання у вищих навчальних закладах. Навчання в школах було відновлено у вересні 2021 року.

### Вплив на економіку
Створений стратегічний запас продовольства та запасів інших життєво необхідних товарів розрахований на пів року. В усіх супермаркетах та продовольчих магазинах знаходились у наявності всі види продуктів або інших життєво важливих товарів, які ввезені ще до закриття кордонів та введення комендантської години.
Від епідемії найбільш постраждали власники малих підприємств, оскільки вони втратили значну частину своїх доходів, проте повинні й далі платити за оренду приміщень та виплачувати заробітну плату своїм працівникам. Уряд країни пообіцяв надати пакети допомоги для таких підприємств та розробити інші заходи для забезпечення компенсації втрат цим підприємствам у зв'язку з непередбачуваними обставинами, спричиненими карантинними обмеженнями в країні.

### Населення
Більшість населення не покидає своїх помешкань, проте в країні існує тенденція до закупки припасів їжі в години відсутності повної заборони виходу на вулицю (з 6 години ранку до 5 години вечора), навіть після запевнення уряду Кувейту, що в країні створений піврічний запас їжі та життєво необхідних товарів. У зв'язку з накладенням часткового локдауну, а також перебуванням більшості людей на самоізоляції удома та соціальним дистанціюванням на вулиці та в громадських місцях, у Кувейті закриті всі театри, торгові центри, універмаги, ресторани, тренажерні зали та розважальні заклади. У зв'язку зі значним зростанням кількості випадків коронавірусної хвороби в Кувейті введена комендантська година з 16:00 10 травня до 30 травня 2020 року. У країні також створені вебсайти для запису на отримання дозволів на відвідування магазинів або лікарень.

### Захворюваність медпрацівників
Принаймні 105 медичних працівників у Кувейті, включно лікарів, медсестер, фармацевтів та інші працівників, інфіковані коронавірусом станом на 27 квітня 2020 року.